# 大挠
大撓（?—?），或寫作大橈，相传为中国黄帝时代大臣。黄帝受到神筴（卜筮所用之蓍草）指引而要创立历法，于是命精通天文地理的大挠制定了六十甲子（干支）记录年月日时，容成制定了历法。